# Leucochrysa (Nodita) centralis
Leucochrysa (Nodita) centralis is een insect uit de familie van de gaasvliegen (Chrysopidae), die tot de orde netvleugeligen (Neuroptera) behoort. 
Leucochrysa (Nodita) centralis is voor het eerst wetenschappelijk beschreven door Navás in 1913.